# Skvrnitost listů třešně a višně

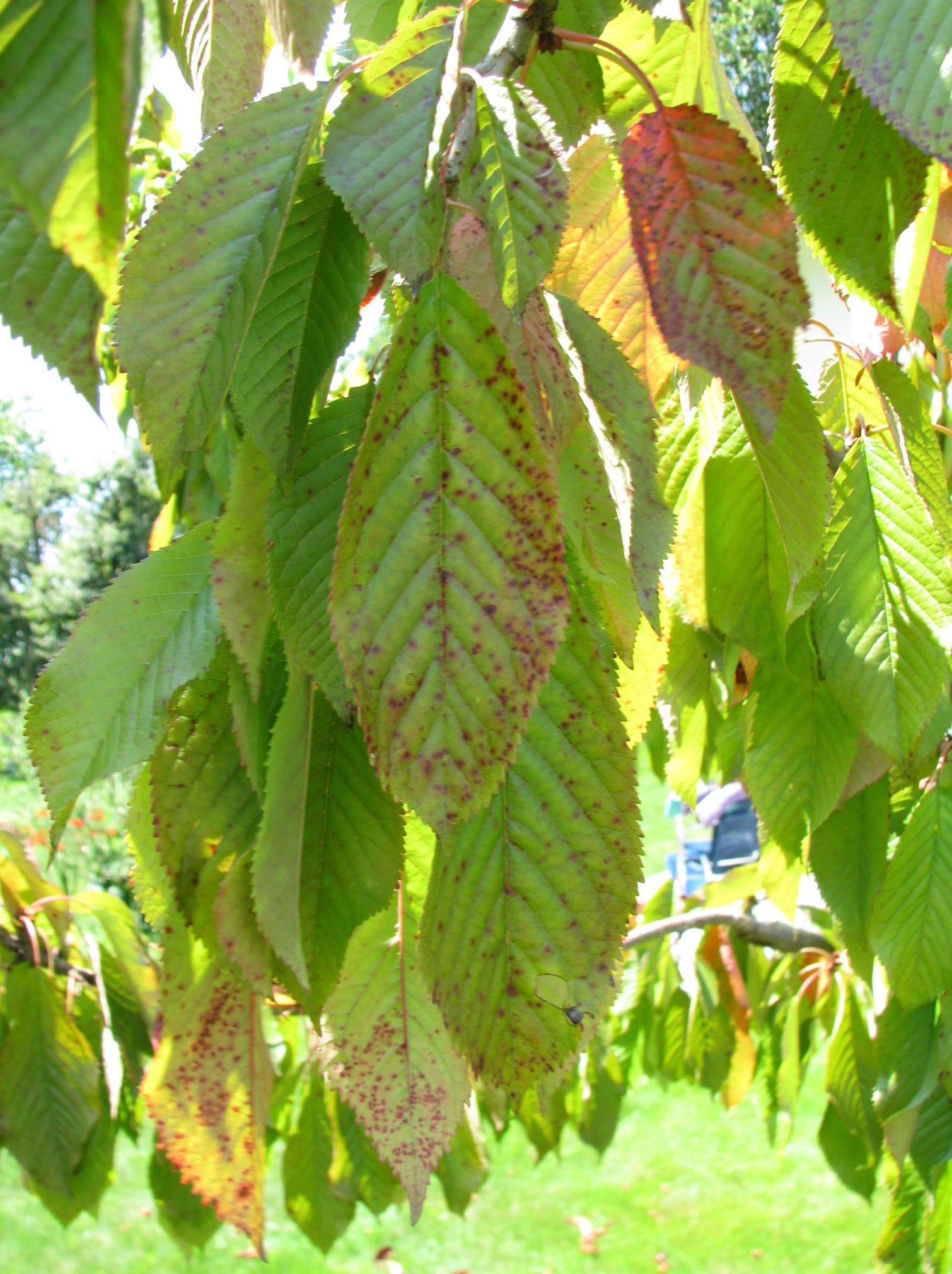
Skvrnitost listů třešně.

Skvrnitost listů třešně a višně je houbová choroba broskvoně způsobená houbou Blumeriella jaapii (synonymum Ascochyta padi, Blumeriella hiemalis, Blumeriella prunophorae, Coccomyces hiemalis, Coccomyces lutescens, Coccomyces prunophorae, Cylindrosporium hiemalis, Cylindrosporium padi, Higginsia hiemalis, Higginsia jaapii). Jsou značné rozdíly v náchylnosti jednotlivých odrůd. Nejvíce poškozovány jsou odrůdy třešně Morela pozdní, Morellenfeuer, Fanal, Kelleris. Chorobou je napadána především třešeň (Prunus avium), višeň a mahalebka, ale i slivoň, meruňka, broskvoň, myrobalán nebo střemcha.  Choroba se šíří především za vlhkého deštivého počasí a za vyšších teplot. Askospory se uvolňují po zvlhčení plodnic, například po dešti. K vyklíčení spor a infekci je nezbytné ovlhčení listů. Optimální teploty pro klíčení askospor jsou v rozmezí 15 - 20 °C, pro klíčení konidií v rozmezí 20 - 25 °C

## Rozšíření
Choroba byla popsána v USA v roce 1878. V roce 1885 byly zprávy o jejím rozšíření do Evropy. V roce 1939 byla popsána ve školce v Maďarsku, v roce 1960 se stala ekonomicky významnou. V 21. století se v Evropě stává široce rozšířenou chorobou.

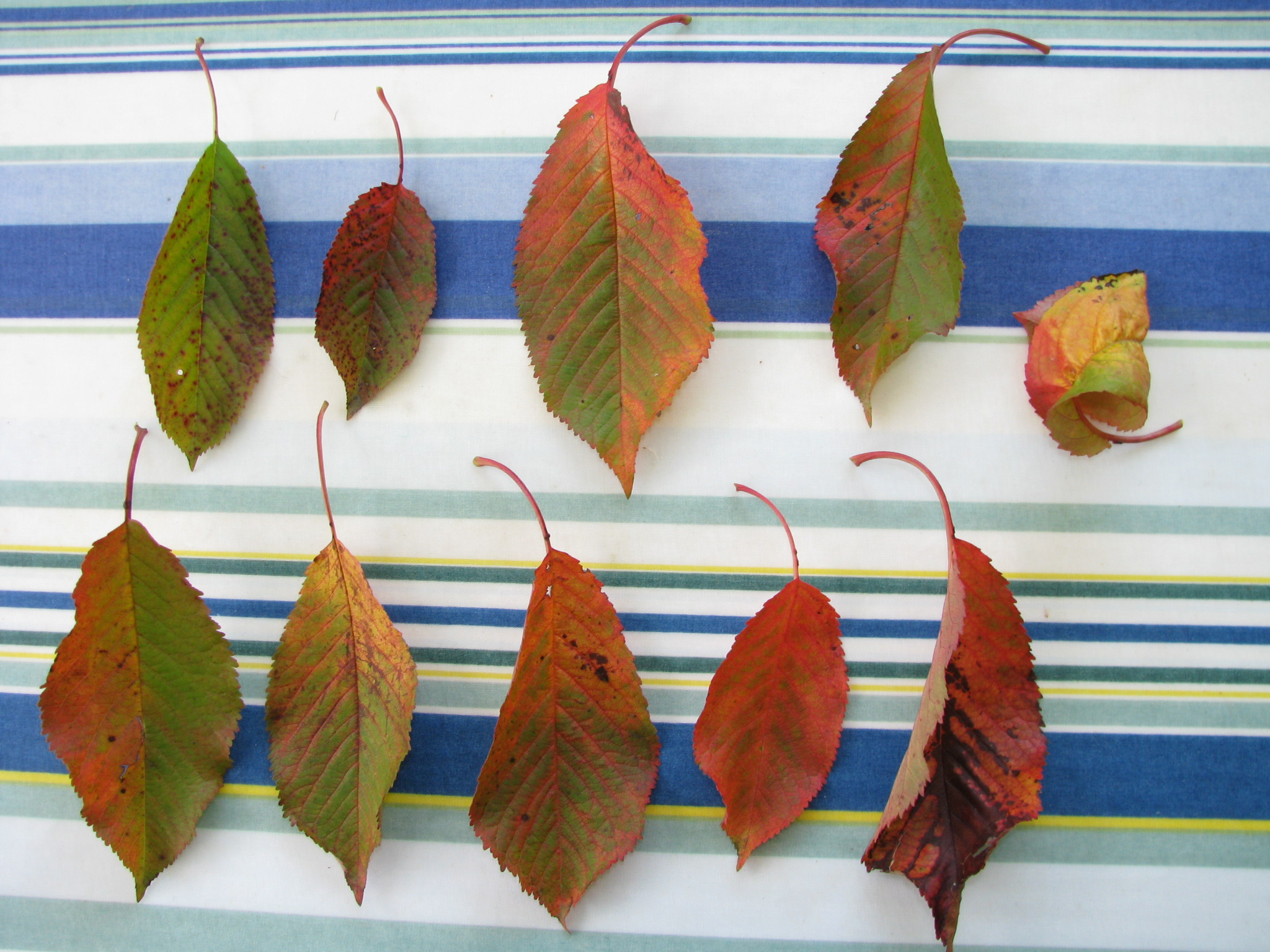
Olistění s chorobou 21. července.

## Symptomy
Napadány jsou nejdříve starší listy, kde se tvoří skvrny. Na řapících a stopkách vznikají drobné, šedohnědé ohraničené skvrny. Na plodech jsou skvrny tmavší až šedočerné, ostře ohraničené, často dochází ke splývání a k deformacím.
Skvrny na listech jsou 1 až 2 mm velké zpočátku bez zřetelných okrajů, později jsou ostře ohraničené.
Během vegetace listy následkem napadení žloutnou nebo červenají, postupně nekrotizují, deformují se a opadávají. Velikost plodů se podstatně zmenšuje.  Plody se scvrknou a svraští. 

## Význam
U náchylných odrůd višně způsobuje nepříznivé ovlivnění jakosti a množství sklizně. Vzhledem k poškození olistění uprostřed vegetace a prodlužování vegetačního období negativně ovlivňuje i mrazuvzdornost. Výjimečně při napadení plodů může dojít i k přímému znehodnocení sklizně. V některých zemích způsobuje choroba úplné defoliace stromů ještě před sklizní. 

## Vývojový cyklus
Houba přežívá nejchladnější období roku jako saprofyt na opadaných listech. Na opadaných listech se na jaře vyvíjejí a vyzrávají plodnice - apotecia a v nich vřecka a askospory. Současně přezimuje i konidiové stadium houby. Askospory jsou obvykle zralé v období 3 - 4 týdny po odkvětu třešně a postupně se podle podmínek uvolňují. V závislosti na srážkách trvá infekční období po dobu 4 - 6 týdnů. Na stejných listech se ve stejnou dobu v acervulích diferencují a zrají konidie, které jsou rovnocenným zdrojem primárních infekcí. V průběhu vegetace až do podzimu se onemocnění šíří konidiemi.

## Ochrana rostlin

### Prevence
Zvolit vhodné stanoviště a odrůdu, vhodný spon, pěstební tvar a průklest. Na rizikových lokalitách upřednostnit méně náchylné odrůdy. Součástí ochrany je likvidace napadených opadaných listů, houba přezimuje na napadených opadaných listech.
Při preventivní ochraně se chemicky ošetřuje poprvé, pokud jsou vhodné podmínky pro šíření, v období 3 - 4 týdny po odkvětu. V období nebezpečí vzniku infekcí. Ošetření se opakuje 1 - 2x. Při dlouhodobě suchém počasí se ošetření odkládá na dobu před předpokládanou změnou počasí.

#### Rezistentní odrůdy
Rezistentní jsou maďarské odrůdy ’Csengôdi’ a ’Akasztói’.

### Ošetření při výskytu
Kurativně lze ošetřovat po splnění podmínek pro infekci. K ošetření musí být použity kurativně působící fungicidy.

### Doporučované přípravky
Podle agromanual.cz 
- BAYCOR 25 WP
- DELAN 700 WDG
- DITHANE DG NEO-TEC
- DITHANE M 45
- NOVOZIR MN 80 NEW
- PUNCH 10 EW
- SYLLIT 400 SC
- SYLLIT 65 WP
- SYSTHANE 12 EC
- TALENT